# Шишов (река)
Шишов — река в России, протекает в Республике Мордовия и Пензенской области. Устье реки находится в 105 км по левому берегу реки Исса. Длина реки составляет 22 км, площадь водосборного бассейна — 113 км².
Исток реки в Инсарском районе Мордовии близ границы с Пензенской областью у села Шадымо-Рыскино в 25 км к юго-востоку от города Инсар. Река течёт на север, верхнее течение лежит в Инсарском районе Мордовии, нижнее — в Иссинском районе Пензенской области. Протекает село Шадымо-Рыскино, впадает в Иссу у села Новотрёхсвятское.

## Притоки (км от устья)
- 9,4 км: река Андроновка (лв)

## Данные водного реестра
По данным государственного водного реестра России относится к Окскому бассейновому округу, водохозяйственный участок реки — Мокша от истока до водомерного поста города Темников, речной подбассейн реки — Мокша. Речной бассейн реки — Ока.
По данным геоинформационной системы водохозяйственного районирования территории РФ, подготовленной Федеральным агентством водных ресурсов:
- Код водного объекта в государственном водном реестре — 09010200112110000027346
- Код по гидрологической изученности (ГИ) — 110002734
- Код бассейна — 09.01.02.001
- Номер тома по ГИ — 10
- Выпуск по ГИ — 0